# Ṛe
Ṛe (Sindhi ڙي ṛē; ڙ) ist der 25. Buchstabe des erweiterten arabischen Alphabets des Sindhi. Ṛe besteht aus einem Rā' (ر) mit vier übergesetzten diakritischen Punkten.
In der arabischen Schrift des Sindhi steht Ṛe für den stimmhaften retroflexen Flap [⁠ɽ⁠]. Das Äquivalent zum Ṛe ist im Devanagari des Sindhi das Zeichen ड़, in lateinischen Umschriften wird Ṛe meist mit ṛ, jedoch auch mit ŕ, wiedergegeben. Ṛe kann durch ein nachgestelltes ھ aspiriert werden und entspricht dann dem ढ़.
Das Zeichen ist im Unicode-Block Arabisch am Codepunkt U+0699 kodiert.
| Unicode-Codepoint | Unicode-Name                           | Zeichen |
| ----------------- | -------------------------------------- | ------- |
| U+0699            | ARABIC LETTER REH WITH FOUR DOTS ABOVE | ڙ       |